# هضبة الحجاز
هضبة الحجاز هضبة واسعة تقع في غرب شبه الجزيرة العربية من المملكة العربية السعودية . حيث تمتد الهضبة من  هضبة حسمى في منطقة تبوك وصولاً إلى أطراف اليمن ويقال إن حدودها من الشمال يصل إلى مدينة معان في المملكة الأردنية الهاشمية وصولاً إلى إطراف اليمن بينما يرى البعض إنها تمتد من جبال الطبيق شمالي منطقة تبوك وتتصل مع منطقة المدينة المنورة في الجنوب الشرقي، مع منطقة مكة المكرمة والطائف وصولاً إلى أطراف دولة اليمن إما من الشرق فتحدها صحراء النفود من إقليم نجد. ويتراوح ارتفاع الهضبة بين 900 إلى 1.400 متر في المتوسط، ويتكون إقليم الحجاز من سلسة جبلية ضخمة إبرزها جبال السروات وهضبة حسمى وجبال مدين حيث تتكون من الأحجار الرملية الباليوزية. وتقع في الهضبة الكثير من الأودية منها : وادي القاع، ووادي مطران، ووادي الجزل.